# Egidio Giaroli
Egidio Giaroli (Reggio Emilia, 11 agosto 1912 – Roma, 12 febbraio 2000) è stato uno scultore italiano.

## Biografia
Originario del quartiere Gattaglio di Reggio Emilia, fra le allora ville di San Pellegrino e Cavazzoli, rimane orfano di padre. Condividendo la condizione di miseria di tante famiglie reggiane dell'epoca frequenta, giovanissimo, l'orfanotrofio maschile della città.
La madre, analfabeta e poverissima, vende il latte agli abitanti delle "ville" lungo il fiume Crostolo, spingendo un carretto a mano.
Giaroli frequenta l'Istituto d'Arte "Venturi" di Modena, nel quale apprezza l'insegnamento di Severo Piccinini, tanto da legarsi a lui con un'amicizia riconoscente e affettuosa.
Realizza un breve periodo di apprendistato presso il marmista reggiano Grossi e successivamente si iscrive all'Accademia di Belle Arti di Bologna.
Arruolato, partecipa alla Campagna d'Albania dove viene inviato come incaricato del generale Dalmazzo di ritrarre luoghi, personaggi e imprese belliche al fronte. Si congeda nel 1943.
Si diploma nel 1945 e ottiene il primo incarico presso l'Istituto Magistrale "S.Suardo" di Bergamo. In questo periodo, tra le prime commissioni di questo artista emiliano, amante dei cavalli e della vita contadina, figurano opere sacre: il "Cristo Benedicente" nella chiesa del Canto Alto sopra Bergamo, un'opera dove l'artista trasferisce la sua passione per il modellato e la sua fede. Da ricordare anche il Monumento ai Caduti a Nembro e Albino in provincia di Bergamo. Un altro viso di Cristo è collocato nella cappella privata di Susanna Agnelli.
La permanenza a Bergamo non costituisce tuttavia il periodo di più intensa produzione dell'artista.
Sarà bensì con il suo trasferimento a Roma e con lo studio al n. 51/A di Via Margutta che Egidio Giaroli entra nel periodo più fiorente della sua attività. Nello stesso cortile su cui si apre il suo studio, affaccia anche lo studio di Pericle Fazzini. Siamo negli anni '60 e la scultura vive, come le altre arti visive, una fase di profondi cambiamenti e sostanziali innovazioni espressive. Via Margutta è la fucina degli artisti.
Il contatto tra Giaroli e Fazzini, la frequentazione del Circolo degli Artisti a Roma, l'allestimento di mostre ove confrontare le proprie acquisizioni con quelle di altri artisti del momento, costituiscono per Giaroli un autentico balzo sintattico, pur restando fedele alla sua particolare sensibilità plastica e al suo collegamento con una tradizione più che millenaria.
In questo periodo Giaroli ottiene importanti committenze di carattere religioso e civile che sfociano in prestigiosi incarichi:
A Wilmington, nel Delaware - Stati Uniti, Giaroli realizza il monumento in bronzo a Cristoforo Colombo (nel parco di Wilmington), un complesso bronzeo con i Santi Apostoli di dimensioni gigantesche (San Giuseppe e la Madonna sono alti 4 m, Gesù è alto 2,70 m), qui realizza inoltre le porte per la Chiesa di Sant'Antonio di Padova.
Sempre negli anni sessanta realizza l'enorme statua bronzea "Corazon de Jesus" alta 16 m a Guayaquil in Ecuador.
Nel 1967 realizza la croce Pettorale del Sinodo, spesso indossata dal papa Paolo VI. Dello stesso anno è la Porta della Chiesa di San Martino degli Svizzeri (detta Porta del Concilio) all'interno della Città del Vaticano.
Nel 1971 realizza le due torciere bronzee poste nella Basilica Vaticana ai piedi della statua di San Pietro attribuita ad Arnolfo di Cambio. Le due torciere raccontano rispettivamente la storia delle vite dei SS. Pietro e Paolo. Inoltre di Giaroli è il Reliquiario in argento (teca di 45 cm x 20) per contenere i resti ossei attribuiti a San Pietro trovati nei sotterranei dell'omonima Basilica, reliquiario eseguito per Papa Paolo VI nel 1971 e conservato nella Cappella privata del Papa.
Nel 1972 realizza la Torre di Babele e l'Arca di Noè tutt'oggi conservate nel Museo di arte Sacra in Vaticano.
Nel corso degli anni a seguire l'attività di Egidio Giaroli si intensifica e diventa sempre più prolifica sia in Italia che all'estero. 
Tra gli anni settanta, ottanta e novanta realizza la statua bronzea di Padre Kolbe per una scuola di Osaka in Giappone; il monumento a Don Orione a Roma, sito in Largo Don Orione; il monumento in marmo al Santo Giannelli nel Duomo di San Lorenzo a Genova; la statua bronzea di Leonardo da Vinci a Roma nel cortile interno della Facoltà di Ingegneria a San Pietro in Vincoli.
A Roma Giaroli esegue, inoltre, opere monumentali alla Corte dei Conti, al Ministero dei Lavori Pubblici. Altre opere di grande rilevanza sono poste nel Palazzo di Giustizia di Avezzano e nell'Istituto di Santa Cecilia a Civitavecchia.
La sua seconda Croce Pettorale del Sinodo dei Vescovi del 1990 sotto Papa Giovanni Paolo II e la medaglia celebrativa del viaggio del Papa in Giappone (1981). 
Il Pastorale in argento per Papa Paolo VI (di cui il Pontefice ha fatto suo dono personale alla Chiesa delle Filippine durante il suo viaggio apostolico).
Un altro settore di attività che caratterizza l'impegno artistico di Egidio Giaroli sono le porte in bronzo per le Chiese.
Dieci sono le porte realizzate di cui cinque negli Stati Uniti, una in Vaticano (San Martino degli Svizzeri), tre a Bisceglie, una dentro il carcere di Rebibbia a Roma e una Ostuni nella Chiesa di San Francesco. Nelle sue porte l'artista reggiano propone "sequenze didattiche e narrative vigorose e incalzanti, di grande e toccante efficacia, per il taglio scabro e conciso, la coerenza, la compattezza, l'essenzialità, il ritmo perfetto nella distribuzione e nel flusso dei contenuti iconografici che vivono in uno spazio ideale di forme affrancate sia dalla banalità del realismo volgare che dalle deformazioni arbitrarie di uno spiritualismo di maniera" (nota 1).
Egidio Giaroli non abbandona mai la sua terra. Pur essendosi trasferito a Bergamo e a Roma, mantiene un forte rapporto affettivo con Reggio Emilia e legami culturali molto stretti.
Negli anni '70, quando l'Associazione Stampa Reggiana ritrovò giornalisti disposti a tentare la rivitalizzazione del lascito di Gino Bedeschi, Egidio Giaroli partecipò ad alcune iniziative culturali ed artistiche.
Giaroli ha sempre esibito l'amore per la sua terra e il sentirsi a suo agio nella dimensione contadina, a contatto diretto con la natura, con gli animali, con l'attività produttiva che deriva dall'agricoltura. I cavalli, che ha ricreato in mille pose diverse, nell'effervescente plasticità della materia che prende forma e vita dalle sue mani, sono un sintomo eloquente di questo amore per la campagna e per la terra. Di Giaroli a Reggio Emilia sono presenti solamente due opere: il Busto del Sindaco Cesare Campioli (fuso in due esemplari d cui uno posto nell'atrio del Municipio) e un bassorilievo in bronzo con l'effigie del Cardinale Sergio Pignedoli, posto nel Duomo.
Egidio Giaroli ha dedicato tutta la sua vita alla scultura. Giaroli era un uomo riservato che ha lavorato sempre per la propria arte e lontano dai riflettori. 
È morto il 12 febbraio 2000 nella sua casa a Roma.